# Adrián Ramos
Gustavo Adrián Ramos Vásquez (født 22. januar 1986 i Santander de Quilichao, Colombia) er en colombiansk fodboldspiller (angriber). Han spiller hos Granada CF i Spanien, udlejet fra Chongqing Lifan.
Ramos, der startede sin seniorkarriere i hjemlandet hos América de Cali, skiftede i 2009 til tysk fodbold, hvor han skrev kontrakt med Hertha Berlin. Efter fem år med succes hos hovedstadsklubben skiftede han i sommeren 2014 til Borussia Dortmund.

## Landshold
Ramos har (pr. marts 2018) spillet 37 kampe og scoret fire mål for Colombias landshold, som han debuterede for 20. august 2008 i et opgør mod Ecuador. Han var en del af den colombianske trup til VM i 2014 i Brasilien.